# Берзовія (комуна)
Берзовія (рум. Berzovia) — комуна у повіті Караш-Северін в Румунії. До складу комуни входять такі села (дані про населення за 2002 рік):
- Берзовія (2171 особа) — адміністративний центр комуни
- Гертеніш (1044 особи)
- Фізеш (950 осіб)

Комуна розташована на відстані 368 км на захід від Бухареста, 24 км на північний захід від Решиці, 48 км на південний схід від Тімішоари.

## Населення
За даними перепису населення 2002 року у комуні проживали 4165 осіб.
Національний склад населення комуни:
| Національність   | Кількість осіб | Відсоток |
| ---------------- | -------------- | -------- |
| румуни           | 3429           | 82,3%    |
| цигани           | 361            | 8,7%     |
| угорці           | 178            | 4,3%     |
| словаки          | 97             | 2,3%     |
| німці            | 84             | 2,0%     |
| українці         | 7              | 0,2%     |
| серби            | 3              | 0,1%     |
| росіяни-липовани | 1              | < 0,1%   |
| хорвати          | 1              | < 0,1%   |
| чехи             | 1              | < 0,1%   |

Рідною мовою назвали:
| Мова       | Кількість осіб | Відсоток |
| ---------- | -------------- | -------- |
| румунська  | 3624           | 87,0%    |
| циганська  | 313            | 7,5%     |
| угорська   | 148            | 3,6%     |
| німецька   | 47             | 1,1%     |
| словацька  | 22             | 0,5%     |
| українська | 5              | 0,1%     |
| російська  | 1              | < 0,1%   |
| сербська   | 1              | < 0,1%   |
| хорватська | 1              | < 0,1%   |

Склад населення комуни за віросповіданням:
| Релігія                             | Кількість осіб | Відсоток |
| ----------------------------------- | -------------- | -------- |
| православні                         | 3458           | 83,0%    |
| римо-католики                       | 390            | 9,4%     |
| п'ятдесятники                       | 151            | 3,6%     |
| баптисти                            | 124            | 3,0%     |
| реформати                           | 15             | 0,4%     |
| греко-католики                      | 10             | 0,2%     |
| адвентисти                          | 4              | 0,1%     |
| лютерани                            | 4              | 0,1%     |
| лютерани (Аугсбурзького сповідання) | 2              | < 0,1%   |
| старообрядці                        | 1              | < 0,1%   |
| не вказали релігію                  | 1              | < 0,1%   |